# Торецький тролейбус
Торецький тролейбус — тролейбусна мережа міста Торецьк Донецької області.

## Історія
Рух тролейбусів відкрився 26 квітня 1985 року за маршрутом вулиця Свердлова — Шахта імені Артема. За рік побудовано лінію до шахти «Торецька» і відкрито ще два маршрути: № 2 (вул. Свердлова — Шахта «Торецька») та № 3 (Шахта «Торецька» — Автовокзал). У такому вигляді система працювала майже до 2000-х років.
Тривало також будівництво лінії по вулиці Фрунзе та Жовтневій у західному напрямку, яке згодом було припинене. Кілька років тому[коли?] через зменшення пасажиропотоку у напрямку шахти «Торецька» маршрут № 3 став заїжджати на вул. Свердлова, працюючи на три кінцеві (вул. Свердлова — Автовокзал — шахта «Торецька»), а маршрут № 2 скасовано. Рух за маршрутом № 3 здійснювався переважно у вихідні дні, на лінію виходив один тролейбус. На маршрут № 1 офіційно випускалося до 3 тролейбусів, але здебільшого працювало 1-2. Крім того, тролейбуси маршруту № 1 інколи не доїжджали до шахти ім. Артема, розвертаючись на кільці автовокзалу (на той час ліквідованого, тому кінцеву перейменували на «Мікрорайон»).
Орієнтовно з кінця 2006 року рух здійснювався за єдиним маршрутом № 1 (вулиця Свердлова — «Мікрорайон») з випуском 1-2 тролейбусів на лінію. При цьому в депо було щонайменше 5 справних машин. Ще в квітні 2007 року тролейбуси спорадично виходили на лінію, тож можна вважати, що саме у квітні рух тролейбусів припинився (за даними Донецької регіональної техінспекції).
28 жовтня 2009 року в газеті «Голос України» опубліковано оголошення про продаж активів КП «Дзержинське тролейбусне управління».